# Mededinging

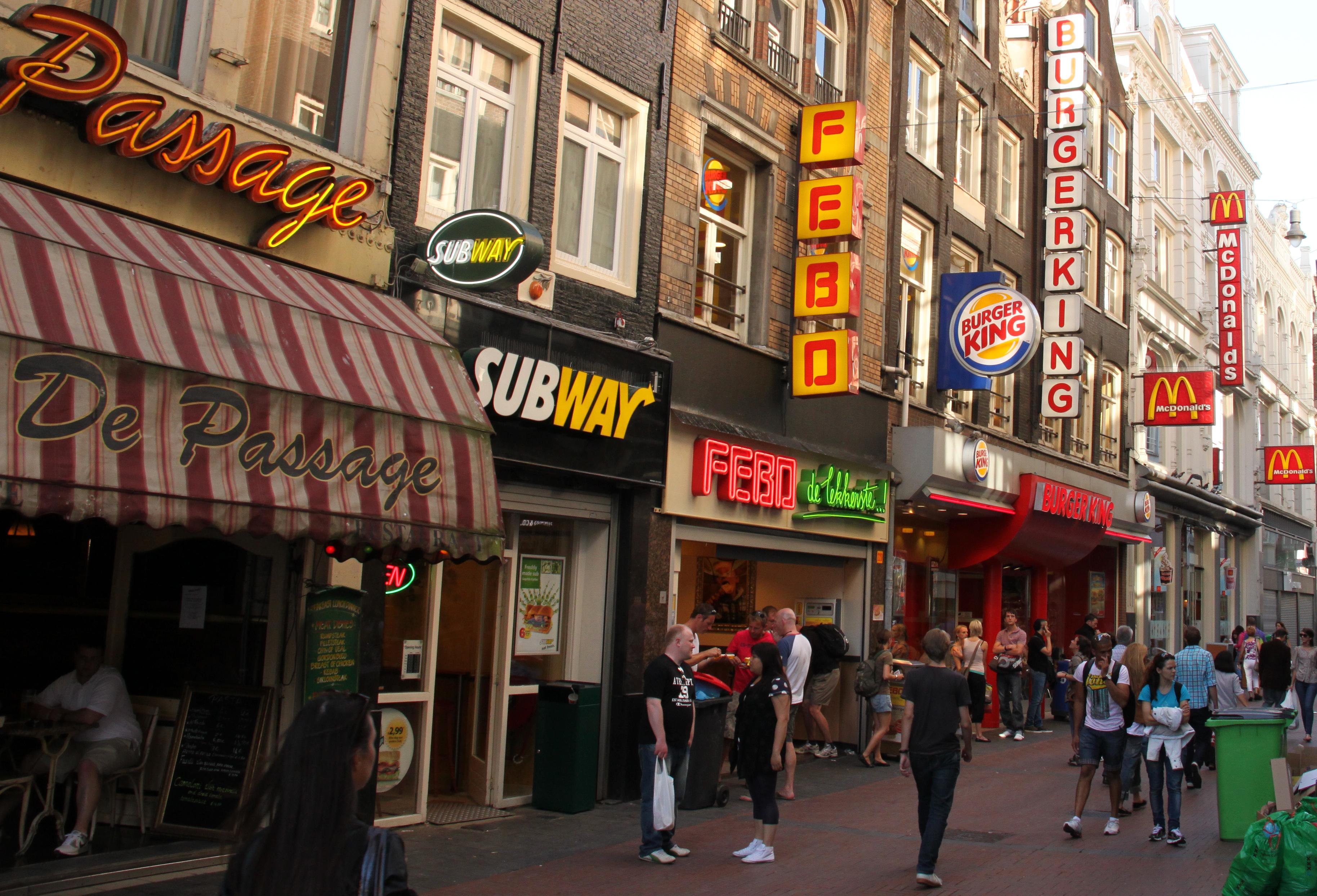
Vier fastfood-restaurants naast elkaar.

Mededinging of concurrentie is de strijd tussen verschillende partijen om schaarse bronnen of een doel te bereiken dat door zijn aard slechts voor enkelen is weggelegd. In een concurrentiestrijd gaat de winst van één partij meestal ten nadele van de anderen. Triviale voorbeelden zijn sportwedstrijden en artistieke onderscheidingen.

## Economie
In de economie betekent mededinging in het bijzonder: de strijd tussen verschillende economische factoren om een aandeel in een beperkte markt. Meestal gaat het daarbij om leveranciers van gelijke of substitueerbare goederen die dingen naar dezelfde klandizie.

### Vier vormen van concurrentie
Er worden vier vormen van economische concurrentie onderscheiden:
1. Merkconcurrentie: concurrentie tussen verschillende merken met een hetzelfde product/assortiment.
2. Productconcurrentie: verschillende producttypen binnen een bepaalde productgroep.
3. Generieke concurrentie: concurrentie tussen bedrijven die aan dezelfde behoeften bevrediging voldoen.
4. Behoefteconcurrentie: speelt zich af tussen verschillende soorten behoeften waaraan de consument bereid is geld te besteden. Een voorbeeld is de keus tussen regelmatig- als ontspanning- uit eten gaan, en het geld reserveren voor een verre vakantie, dan wel een verbouwing van het eigen huis.

### Verschillende modellen
De wetenschap der micro-economie beschouwt verschillende wiskundige modellen waarin mededinging het stuwende mechanisme is achter de prijsbepaling. Inderdaad zal de aanwezigheid van een groot aantal aanbieders van vergelijkbare producten of diensten, over het algemeen een drukkende invloed hebben op de marktprijs.
De eenvoudigste modellen van prijsvorming gaan ervan uit dat een markt voor een gegeven product zich ergens op een continuüm tussen twee extremen bevindt. Die twee extremen zijn aan de ene kant de markt met perfecte concurrentie en aan de andere kant de monopolistische markt.

#### Markt met perfecte concurrentie
Bij perfecte concurrentie (ook wel: volkomen concurrentie) kan de klant vrij kiezen uit een groot aantal gelijkwaardige leveranciers; er is geen sprake van schaarste en er zijn ook geen kwaliteitsverschillen tussen de verschillende leveranciers. De marktprijs evolueert dan naar de marginale kosten van één extra eenheid. Ondernemers maken in een stabiele perfect concurrerende markt geen winst omdat de omzet gelijk is aan de gemaakte kosten.
Veel eenvoudige huishoudelijke artikelen en eenvoudige kantoorartikelen zoals balpennen worden in een bijna perfect concurrerende markt verkocht: omdat er veel leveranciers zijn en nauwelijks kwaliteitsverschillen kiezen consumenten bijna altijd voor de goedkoopste leverancier waardoor het voor ondernemers nauwelijks mogelijk is om winst te maken met een dergelijk product.

#### Monopolistische markt
In een monopoliesituatie is de klant gedwongen het product van één gegeven aanbieder te kopen tegen de door die aanbieder gezette prijs; de enige vrijheid van de klant bestaat erin eventueel niets te kopen. In een dergelijke situatie wordt de prijs bepaald door de maximalisatie van de winst van de monopolist (of een ander doel dat hij nastreeft, zoals omzetmaximalisatie of afzetmaximalisatie) in functie van de elasticiteit van de vraag.
Een voorbeeld van een product dat in een monopolistische markt verkocht wordt is de koffie in de vertrekhal van een luchthaven. In zo'n vertrekhal is vaak maar één aanbieder van koffie die dus zijn koffie zal verkopen voor de prijs waarbij de winst maximaal is, de prijs die de modale klant nog net bereid is te betalen. Als de koffie duurder was, zou de modale klant kunnen afhaken waardoor de omzet sterker zal dalen dan de winst. Als de koffie goedkoper was, zou de toegenomen koffieverkoop niet opwegen tegen de verkleining van de winstmarge.

### Reële markten
Reële markten zijn zelden perfect concurrentieel of perfect monopolistisch, de mededinging is onvolmaakt en de marktprijs ligt tussen de monopolieprijs en de marginale productiekost.
Producenten kunnen zich op verschillende manieren aan een deel van de concurrentiedruk op de prijs onttrekken. Productdifferentiatie bestaat erin, zijn eigen aanbod specifieke kenmerken te geven (kwaliteit, design, imago, leveringsvoorwaarden, ... ) die het onderscheiden van de concurrentie. Daardoor zal een deel van de klanten aan het eigen merk gebonden worden, en eventueel een hogere prijs willen betalen dan voor concurrerende producten die niet die specifieke kenmerken hebben.
Een oligopolie is een marktsituatie waarbij een bepaald soort producten of diensten wordt aangeboden door een klein aantal leveranciers.

### Marktverstorende invloeden
Oligopolisten kunnen de concurrentiedruk op de prijs verminderen door onderlinge afspraken, en door maatregelen die het eventuele nieuwe spelers moeilijk maken. Een extreem voorbeeld van een onderlinge afspraak is een fusie tussen voormalige concurrenten.
Onderlinge afspraken om de mededinging te beperken zijn in de meeste landen verboden. In de lidstaten van de Europese Unie worden de Europese regels ter zake toegepast door nationale mededingings-autoriteiten (Nederland: NMa, onderdeel van de NMA zijn per sector, Vervoerkamer en Energiekamer; België: Raad voor de Mededinging) en door het Directoraat-Generaal Mededinging van de Europese Commissie.
Een groep bedrijven die een afspraak maakt om de concurrentie te verminderen heet een kartel. Vanaf de twintigste eeuw beperkt de wetgeving in veel landen de kartelvorming, zodat dergelijke afspraken vaak illegaal en dus geheim zijn.
Ook overheidsmaatregelen zoals subsidies en accijnzen kunnen de normale mededinging verstoren.

### Neutraliserende invloeden
Monopolistische of oligopolistische markten worden door neutraliserende machten weer naar een gelijke machtsbasis teruggebracht. De machtsbasis wordt zelden vrijwillig opgegeven, waardoor tegenwerkende krachten ook tot confrontatie kunnen leiden.

## Ecologie
In de ecologie is concurrentie het gebruik van het milieu door organismen met overeenkomstige behoeften. Er kan concurrentie plaatsvinden om ruimte, om voedingsstoffen en water, of om licht.
Interspecifieke concurrentie is de concurrentie tussen verschillende organismen van verschillende soorten om de beschikbare bronnen. In iets abstractere zin wordt het veelal gebruikt als een verdringingsstrijd tussen verschillende soorten om dezelfde niche.
Intraspecifieke concurrentie is de concurrentie tussen individuen binnen een populatie van dezelfde soort. Dit mechanisme van concurrentie speelt een belangrijke rol in de evolutie, en in de evolutietheorie, waar het soms wordt beschreven als survival of the fittest. Het speelt een belangrijke rol bij de soortvorming.